# Мез'єр (Фрібур)
Мез'єр (фр. Mézières) — громада  в Швейцарії в кантоні Фрібур, округ Глан.

## Географія
Громада розташована на відстані близько 50 км на південний захід від Берна, 22 км на південний захід від Фрібура.
Мез'єр має площу 8,9 км², з яких на 6,8% дозволяється будівництво (житлове та будівництво доріг), 79,3% використовуються в сільськогосподарських цілях, 13,7% зайнято лісами, 0,1% не є продуктивними (річки, льодовики або гори).

## Демографія
2019 року в громаді мешкало 1044 особи (+4,7% порівняно з 2010 роком), іноземців було 13%. Густота населення становила 117 осіб/км².
За віковим діапазоном населення розподілялося таким чином: 19,8% — особи молодші 20 років, 63,5% — особи у віці 20—64 років, 16,7% — особи у віці 65 років та старші. Було 407 помешкань (у середньому 2,5 особи в помешканні).
Із загальної кількості 242 працюючих 71 був зайнятий в первинному секторі, 99 — в обробній промисловості, 72 — в галузі послуг.